# 비녀

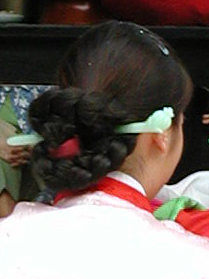
쪽진 머리에 비녀를 꽂은 모습

비녀(중세 한국어: 鬢혀, 것고지) 또는 잠(簪)은 여자의 쪽진 머리를 풀어지지 않도록 가로질러 꽂는 장신구이다. 비녀는 보통 머리의 빠짐을 방지하기 위해 한 쪽이 뭉툭하게 더 발달되어 있으며 그 장식이 매우 다양한 편이다. 재료도 금, 은, 동, 구리 등으로 다양했다. 크게 잠과 채 두 가지가 있는데, 잠은 길쭉한 몸체에 둥근 비녀머리를 받들고 있는 것이고, 채는 유(U)자형 몸체 윗부분에 장식이 달려 있다.
고려시대까지는 채가 이용되었으나, 조선 영조 이후 여성의 사치를 경계하기 위해 얹은머리를 금한 이후 잠이 주로 사용되었다. 실제로 영조는 근검절약을 위해 중국산 비단의 사용을 금지했으며 봉황 모양을 새긴 비녀와 금비녀, 옥비녀, 진주비녀 등을 금했다.

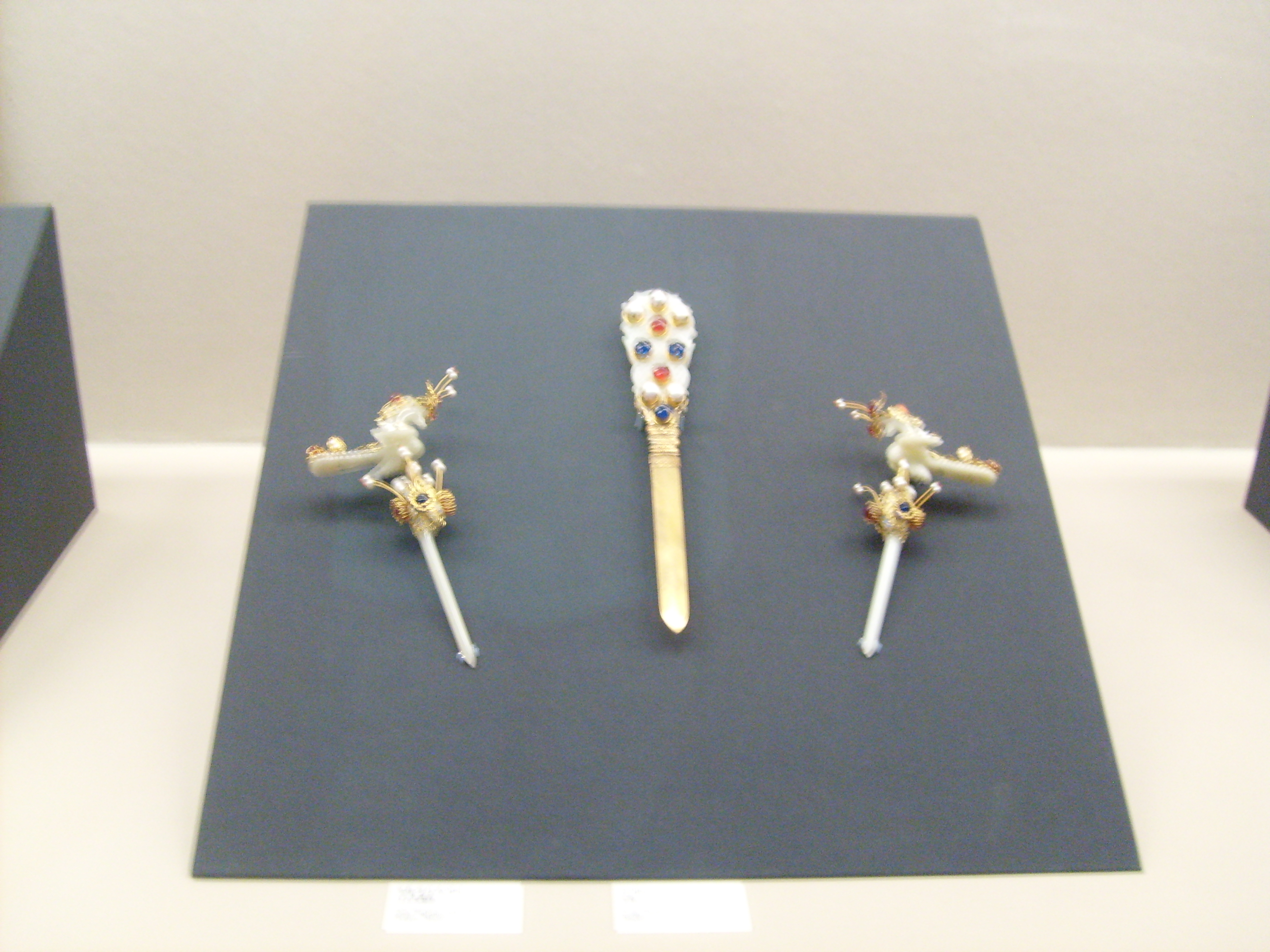
왕비용 비녀

비녀에는 여러 종류가 있으며 신분에 따라서도 장식이 달라 왕비의 경우에는 용의 형상을 달은 용잠이나 봉황의 형태를 한 봉잠이 쓰였고 그 소재에 따라 비취잠, 매화잠, 떨잠 등이 존재했다. 《삼국사기》에 처음으로 등장하는 비녀의 사용은 그 역사도 오래되었으나 다양한 모습으로의 발전은 영조의 머리 개혁 이후인 것으로 추정되고 있다. 이 때 신분의 차이로 인해 상류층은 주옥으로 만든 비녀를 썼으며 서민들은 나무나 골태 등으로 된 비녀만 사용할 수 있었다.
조선 시대까지 성년식인 계례에서 여자 아이들은 비녀를 꽂고 쪽을 찌면서 비로소 성인이 되는 의식을 치렀다.